# 344P/Read
344P/Read, komet Jupiterove obitelji. Predotkriven na snimcima astronomskog projekta Spacewatch.